# Eddie Van Halen
Edward Lodewijk "Eddie" Van Halen (26 tháng 1 năm 1955 – 6 tháng 10 năm 2020) là nhạc sĩ, nhạc công và nhà sản xuất âm nhạc người Mỹ gốc Hà Lan. Anh được nhắc tới nhiều nhất trong vai trò guitar lead, nhạc sĩ và đồng sáng lập nhóm nhạc hard rock nổi tiếng Van Halen, ngoài ra còn được coi là một trong những nghệ sĩ guitar xuất sắc nhất và ảnh hưởng nhất thế kỷ 20. Năm 2011, tạp chí Rolling Stone từng xếp anh ở vị trí số 8 trong danh sách "100 tay guitar vĩ đại nhất". Năm 2012, độc giả tờ Guitar World bình chọn Van Halen là nghệ sĩ guitar vĩ đại nhất mọi thời đại.

## Qua Đời
Van Halen phải vật lộn với chứng nghiện rượu và ma túy. Anh ấy bắt đầu hút thuốc và uống rượu từ năm 12 tuổi, và anh ấy nói rằng cuối cùng anh ấy cần rượu để hoạt động.
Bị chấn thương dai dẳng từ những màn biểu diễn nhào lộn trong quá khứ, rủi ro cao và va chạm, Van Halen phải trải qua cuộc phẫu thuật thay khớp háng vào năm 1999, sau khi bị hoại tử vô mạch mãn tính, được chẩn đoán vào năm 1995, trở nên không thể chịu đựng nổi. vào năm 2000. Cuộc phẫu thuật sau đó đã loại bỏ gần một phần ba lưỡi của anh ấy. Anh ấy được tuyên bố không mắc bệnh ung thư vào năm 2002, đổ lỗi cho căn bệnh ung thư lưỡi do thói quen ngậm cây đàn guitar trong miệng, tuyên bố vào năm 2015: "Tôi sử dụng các loại gắp kim loại - chúng bằng đồng thau và đồng - thứ mà tôi luôn ngậm trong miệng ở chính xác nơi mà tôi bị ung thư lưỡi. ... Ý tôi là, tôi đã hút thuốc và làm rất nhiều loại thuốc và rất nhiều thứ. Nhưng đồng thời, phổi của tôi hoàn toàn rõ ràng. Đây chỉ là lý thuyết của riêng tôi , nhưng các bác sĩ nói rằng có thể. "
Năm 2012, Van Halen đã trải qua một cuộc phẫu thuật khẩn cấp vì một cơn viêm túi thừa nghiêm trọng, thời gian phục hồi cần thiết do cuộc phẫu thuật đã khiến Van Halen phải hoãn các chuyến lưu diễn tại Nhật Bản. Van Halen sau đó đã phải nhập viện vào năm 2019 sau khi chiến đấu với căn bệnh ung thư vòm họng trong 5 năm trước đó. Ông qua đời vì bạo bệnh tại Trung tâm Y tế Saint John ở Santa Monica, California vào ngày 6 tháng 10 năm 2020, hưởng thọ 65 tuổi.